# Silvana Grisotto
Silvana Grisotto (Torino, 22 giugno 1941 – Sesto San Giovanni, 10 gennaio 2012) è stata una cestista italiana.
Era la sorella di Marisa Grisotto, anch'ella cestista.

## Carriera
Con l'Italia ha disputato i Campionati mondiali del 1967 e tre edizioni dei Campionati europei (1962, 1964, 1966).

## Palmarès
- Campionato italiano: 5
FIAT Torino: 1961-62, 1962-63, 1963-64
GEAS Sesto S. Giovanni: 1970-71, 1971-72